# Plagiopleura
Plagiopleura is een geslacht van rechtvleugeligen uit de familie sabelsprinkhanen (Tettigoniidae). De wetenschappelijke naam van dit geslacht is voor het eerst geldig gepubliceerd in 1873 door Stål.

## Soorten
Het geslacht Plagiopleura omvat de volgende soorten:
- Plagiopleura arbustorum Saussure & Pictet, 1897
- Plagiopleura consobrina Brunner von Wattenwyl, 1891
- Plagiopleura gracilis Brunner von Wattenwyl, 1878
- Plagiopleura nigromarginata Stål, 1873